# Rensselaer (Misuri)
Rensselaer es una villa ubicada en el condado de Ralls en el estado estadounidense de Misuri. En el Censo de 2010 tenía una población de 228 habitantes y una densidad poblacional de 43,82 personas por km².

## Geografía
Rensselaer se encuentra ubicada en las coordenadas 39°40′11″N 91°32′20″O / 39.66972, -91.53889. Según la Oficina del Censo de los Estados Unidos, Rensselaer tiene una superficie total de 5.2 km², de la cual 5.06 km² corresponden a tierra firme y (2.69%) 0.14 km² es agua.

## Demografía
Según el censo de 2010, había 228 personas residiendo en Rensselaer. La densidad de población era de 43,82 hab./km². De los 228 habitantes, Rensselaer estaba compuesto por el 100% blancos, el 0% eran afroamericanos, el 0% eran amerindios, el 0% eran asiáticos, el 0% eran isleños del Pacífico, el 0% eran de otras razas y el 0% pertenecían a dos o más razas. Del total de la población el 0.44% eran hispanos o latinos de cualquier raza.